# Хусамеддин Курти-бей
Хусамеддин Курти-бей (тур. Hüsâmeddin  Kurtî; — ум. 1143) — правитель бейлика Дилмачогуллары в 1137/38—1143 годах. Исламские авторы называют его жестоким по отношению к врагам. Утверждают, что в 1131 году он приказал сложить гору из черепов грузин.

## Биография

Примерные границы бейлика Дилмачогуллары

Курти был сыном Тогана Арслана, правителя бейлика Дилмачогуллары со столицей в Эрзене в 1104—1137/38 годах. Ничего не известно ни о времени рождения Курти, ни о его детстве. Первые упоминания о Курти относятся ко времени правления его отца (к 1130 году). Тоган Арслан захватил в 1121 году Двин у Шаддадидов. Затем, точно неизвестно в какой момент, Шаддадиды город вернули. В 1130 году: «Хурти, сын Куза [kuz — горбатый по-персидски, Горбатым звали Тогана Арслана ] напал на Девин и овладел им». При жизни отца Курти отличился не только в 1130 году, но и в следующем, 1131. Он принимал участие в экспедициях против грузин, организованных правителем соседнего бейлика, Сукманом (правил в 1122—1185 годах).
Тоган Арслан просватал за Курти, правившего в Битлисе, дочь основателя бейлика Ахлатшахов Сукмана аль-Кутби. Точное время сватовства неизвестно, но это произошло после смерти отца Сукмана, Ахлатшаха Ибрагима, и не позднее 1133 года. В  1133/34 году, к ней же посватался хаким Мосула и Алеппо, атабек Имадеддин Занги, но, вероятно, мать девушки предпочитала Тогана Арслана. Оскорблённый Имадеддин Занги прибыл в Хлат в сопровождении войска  и женился на девушке сам. После свадьбы Занги послал своего военачальника в Битлис и потребовал от Тогана Арслана 10 000 динаров. Лишь после того, как Тоган Арслан выплатил деньги, солдаты Занги ушли из Битлиса. После этого Курти женился на дочери правителя Эрзурума Иззеддина Салтука.
В 1137/38 году Тоган Арслан умер, и Курти стал правителем бейлика. Через некоторое время иракский сельджукский султан Масуд передал своему брату Сельчук-Шаху как дирлик Мардин (город Артукогуллары), Эрзен (город Дилмачогуллары), Манцикерт и Хлат (города Ахлатшахов). Таким образом султан хотел наказать эмиров региона за то, что они не явились по его вызову, когда он вёл борьбу с калифом Аль-Мустаршидом. По словам Имадеддина аль-Исфахани, Сельчук-Шах захватил эмираты Восточной Анатолии, пытал и убивал людей, захватывал их имущество, многих людей обратил в рабов. Это вызвало протест против его правления. Ибн аль-Азрак кратко упомянул, что Сельчук некоторое время осаждал Хлат, но был вынужден уйти после того, как его победил Курти. В 1139 году Давуд бен Сукман из Хиснкейфы захватил Эрзен, разграбил и взял в плен жителей. Сам Курти бежал к Тимурташу бен Иль-Гази, правителю Мардина. Тимурташ в это время женился на дочери Имадеддина Занги, что усилило его позиции. Оценив силы, поддерживающие Курти, Давуд покинул регион, после чего Курти вернулся в бейлик.
Хусамеддин Курти умер в 1143 году в Эрзене. Ему наследовал следующий сын Тогана Арслана, Шемседдин Якут Арслан.

## Семья
Жены: 
- дочь Иззеддина Салтука [1];
- Сефери-хатун, дочь Иль-Гази[3].

- Сын: Яги-басан. Ибн аль-Азрак писал, что Яги-басан служил своему дяде, Девлетшаху.

## Личность
Ибн аль-Каланиси писал, что Курти был исключительно жестоким человеком, и рассказывалось множество историй о его бесчеловечности: «Они противны душе, и сердце не хочет слышать о них». Один из таких случаев описал Вардан Аревелци:

«В 1131 году Иване, сын Абулета (Орбелиани), совершил нападение на Гарни; но войско его понесло поражение от Хурта, который приказал отрезать головы (павших), сварить из них похлёбку, а черепы ставить на верху минарета и по каменным его уступам».